# Taszyce
Taszyce – część wsi Pawlikowice w Polsce, położona w województwie małopolskim. 
Położone przy drodze wojewódzkiej nr 964, przy której znajduje się przystanek autobusowy Pawlikowice-Taszyce.
W latach 1975–1998 Taszyce położone były w województwie krakowskim.
Jeszcze w XVI w. istniała jako osobna wieś, później włączona do Pawlikowic. Wieś zamieszkiwali szlachcice m.in.: Wacław z Taszyc (1399), Wojciech z Taszyc herbu Ławszowa (1421), Jan z Taszyc herbu Szarza (1428), Mikołaj dziedzic Taszyc (1434), Jan dziedzic Taszyc (1454), Wojciech i Grzegorz z Taszyc herbu Nowina (1459), Wojciech i Jan Jaczowiczowie (1496) oraz Jan, syn Dzierżka z Taszyc – rajca wielicki (1429). W 1470 właścicielem Pawlikowic i Taszyc zostali Kłębowie herbu Strzemię. W Taszycach były cztery folwarki, zagrody i karczmy. W roku 1524 całymi Taszycami zarządzali Morsztynowie, którzy byli członkami wspólnoty braci polskich i założyli miejscowy zbór. Tutejsze pola nazywano pola Piotrowicze i Bayblik.